# هجوم القنيطرة (يونيو 2017)
هجوم القنيطرة، المسمى «الطريق إلى دمشق»، هو عملية عسكرية شنتها القوات المعارضة السورية ضد الجيش العربي السوري في بلدة مدينة البعث، في محافظة القنيطرة، خلال الحرب الأهلية السورية.

## الهجوم
وقد شن الهجوم، بقيادة هيئة تحرير الشام (هتش) السلفية الجهادية، في 24 يونيو ضد مدينة البعث. وبينما كان الهجوم جاريًا، قصفت الطائرات الحربية الإسرائيلية مواقع الحكومة السورية عند مدخل البلدة، ودمرت دبابة وعربة شيلكا من نوع سلاح ذاتي الحركة مضاد للطائرات. وذكرت إسرائيل أن الضربات كانت ردًا على النيران الصاروخية الطائشة التي أصابت الجزء الذي تسيطر عليه إسرائيل من مرتفعات الجولان. ونتيجة للضربات الجوية، استولت المعارضة على عدة مواقع بالقرب من مدينة البعث.
وفي اليوم التالي، تمكنت القوات الحكومية من استعادة جميع المواقع المفقودة. غير أن إسرائيل شنت مرة أخرى في وقت لاحق من اليوم ضربات جوية ضد مواقع حكومية، فأصابت موقعين لمدفعية وشاحنة للذخيرة. وجاءت هذه الضربات ردًا على الضربات الصاروخية التي ضربت الجزء الإسرائيلي من مرتفعات الجولان. وعقب الضربات شنت المعارضة هجومًا جديدًا على مدينة البعث.
وقد أجرت إسرائيل جولة ثالثة من الضربات الجوية في 26 يونيو، فقتلت جنديين، وبعد ذلك هاجمت المعارضة قمة تل أحمر الإستراتيجي. وتم في نهاية المطاف صد الهجوم على التل. وقد لقي ما لا يقل عن أربعة جنود سوريين مصرعهم خلال الأيام الثلاثة للضربات الجوية الإسرائيلية.
وفي الساعات الأولى من يوم 28 يونيو، اندلعت اشتباكات برية رافقتها ضربات جوية قامت بها القوات الجوية السورية. وفي وقت لاحق من اليوم، وقع القصف بين الجانبين، وفي المساء استعاد هجوم مضاد رئيسي للحكومة جميع الأراضي المتبقية التي استولت عليها قوات المعارضة خلال الهجوم. ثم حاول الجيش السوري أن يتقدم غربًا إلى المناطق التي تسيطر عليها المعارضة، ولكن القوات الجوية الإسرائيلية أعاقته وأغارت على مواقعه في الصمدانية الشرقية. ووفقًا لما ذكرته إسرائيل، فإن الهجوم كان ردًا على قذيفة هاون طائشة أصابت أراضيها. وفي صباح اليوم التالي، ضربت المعارضة مدينة البعث بوابل من صواريخ تاو المضادة للدبابات في محاولة لاستئناف هجومهم.